# Ель-Баха (місто)
Ель-Баха (араб. الباحة) — місто на південному заході Саудівської Аравії. Адміністративний центр однойменної провінції.

## Історія
Принц Мішарі ібн Сауд ібн Абдель-Азіз — 32-й син короля Сауда — управляє містом з серпня 2010 року.

## Клімат
Місто знаходиться у зоні, котра характеризується кліматом тропічних пустель. Найтепліший місяць — липень із середньою температурою 25.6 °C (78.1 °F). Найхолодніший місяць — січень, із середньою температурою 12.7 °С (54.9 °F).
| Клімат Ель-Бахи         | Клімат Ель-Бахи | Клімат Ель-Бахи | Клімат Ель-Бахи | Клімат Ель-Бахи | Клімат Ель-Бахи | Клімат Ель-Бахи | Клімат Ель-Бахи | Клімат Ель-Бахи | Клімат Ель-Бахи | Клімат Ель-Бахи | Клімат Ель-Бахи | Клімат Ель-Бахи | Клімат Ель-Бахи |
| Показник                | Січ.            | Лют.            | Бер.            | Квіт.           | Трав.           | Черв.           | Лип.            | Серп.           | Вер.            | Жовт.           | Лист.           | Груд.           | Рік             |
| Середня температура, °C | 12,7            | 14,3            | 17,3            | 18,8            | 22,3            | 24,9            | 25,6            | 25,4            | 23,6            | 19,3            | 16              | 13,4            | 19,5            |
| Норма опадів, мм        | 13.2            | 10.4            | 38              | 49.1            | 38              | 8.5             | 22              | 25.6            | 7.6             | 13.6            | 22.6            | 12              | 260.6           |
| Днів з опадами          | 2,4             | 1,9             | 3,5             | 5,1             | 5,3             | 1,9             | 2               | 2,8             | 1,6             | 2,3             | 2,5             | 1,9             | 33,2            |
| Вологість повітря, %    | 63.1            | 56.7            | 51.3            | 50.1            | 43.2            | 30.2            | 33.1            | 34.4            | 34.6            | 45.3            | 58.6            | 61.8            | 46.9            |
| ----------------------- | --------------- | --------------- | --------------- | --------------- | --------------- | --------------- | --------------- | --------------- | --------------- | --------------- | --------------- | --------------- | --------------- |
| Джерело: Weatherbase    |                 |                 |                 |                 |                 |                 |                 |                 |                 |                 |                 |                 |                 |